# District de Beluru
Le district de Beluru (malais : Daerah Beluru) est un district administratif de l'État malaisien du Sarawak, qui fait partie de la Division de Miri. La capitale du district est dans la ville de Bakong.

### Liens connexes
- Districts de Malaisie